# Juan de Berzocana
Juan de Berzocana fue un militar español que participó en la conquista y colonización del actual territorio del Noroeste Argentino a mediados del siglo XVI.
En agosto de 1559, fue nombrado teniente de gobernador de la ciudad de Santiago del Estero por el entonces capitán y teniente de gobernador general, Juan Pérez de Zurita. Más tarde fue puesto en prisión por el alcalde de primer voto, Rodrigo de Aguirre. Berzocana, enemigo manifiesto de la familia Aguirre y aliado de Zurita, sufrió las hostilidades de los Aguirre y de los capitulares de la ciudad, que también eran seguidores de Francisco de Aguirre.
En 1565, Juan de Berzocana participó del plan secreto de Lope García de Castro y comandado por Martín de Almendras, con el fin de deponer al gobernador Francisco de Aguirre. Berzocana jugó un papel fundamental, interviniendo en una expedición que Aguirre había mandado a los valles Calchaquíes y tomando prisionero al capitán que lideraba la incursión. Posteriormente mandó a todos los hombres de la expedición hacia el Perú, dejando de esta manera a Aguirre vulnerable con sólo cincuenta y cinco hombres en Santiago del Estero.
En consecuencia, Aguirre pidió a la Real Audiencia de Charcas la prisión de todos los partícipes de dicha rebelión, incluyendo a Berzocana. Sin embargo, el presidente de la Real Audiencia desoyó el pedido, puso en libertad a Berzocana y le exigió a Aguirre que lo perdonara, lo cual cumplió.
En junio de 1566, Berzocana acompañó a Aguirre en una expedición hacia comechingones junto con Jerónimo de Holguín, Diego de Heredia y los hombres de refuerzo que habían llegado con Jerónimo de Alanís. Cuando arribaron a un paraje a 63 leguas al sur de Santiago del Estero, Holguín, Berzocana y Heredia encabezaron una sublevación contra el gobernador Aguirre. Lo tomaron allí prisionero, junto a su hijo Hernando y a su yerno Francisco de Godoy. Alegaron tener la orden del presidente de la Real Audiencia de Charcas, Pedro Ramírez de Quiñones, pero después dijeron que era por orden de la Inquisición. Aguirre y los demás prisioneros fueron enviados a Santiago de Estero, donde fueron acusados de herejía. Allí fueron sometidos a juicio por el sacerdote Julián Martínez, en representación de la Inquisición. Holguín, junto a Berzocana y Heredia, establecieron un gobierno de facto en Santiago del Estero, causando desmanes, asesinatos y robos de todos los bienes de Aguirre, sus familiares y seguidores. Gaspar de Medina, aliado de Aguirre y quien estaba a cargo como teniente de gobernador de Santiago del Estero, logró huir hacia las sierras de Guasayán junto a otros capitanes.
Más tarde, Berzocana y Heredia emprendieron una expedición hacia el norte siguiendo el margen oriental del río Salado. A unas 45 leguas de Santiago del Estero, fundaron una población a la que llamaron Cáceres, en honor a la ciudad española de Cáceres, lugar de nacimiento de Holguín. Este asentamiento sería la primera fundación de lo que posteriormente se conocería como Nuestra Señora de Talavera o Esteco.
En noviembre de 1566, Jerónimo de Holguín trasladó a Aguirre y a los otros prisioneros engrillados hacia Charcas, y dejó el mando de la gobernación en Santiago del Estero a Juan de Berzocana. En mayo de 1567, Gaspar de Medina, junto a Nicolás Carrizo, Miguel de Ardiles, Juan Pérez Moreno y otros capitanes retornaron a Santiago del Estero y retomaron el poder. Berzocana, Heredia y todos los secuaces de la rebelión fueron capturados, procesados, condenados y ahorcados en la plaza principal.